# یاغیان ازدواج
یاغیان ازدواج (ایتالیایی: I fuorilegge del matrimonio) که در کشورهای دیگر با نام یاغیان عشق ارائه شد، یک فیلم کمدی ایتالیایی به کارگردانی والنتینو اورسینی و برادران تاویانی است که در سال ۱۹۶۳ منتشر شد.

## بازیگران
- اوگو تونیاتسی
- آنی ژیراردو
- رومولو والی
- شیلا گابل
- مارینا مالفاتی
- گابریلا جورجلی
- انتسو روبوتی
- ناندو آنجلینی